# ناحیه کاستلتون، میشیگان
ناحیه کاستلتون (به انگلیسی: Castleton Township) یک منطقهٔ مسکونی در ایالات متحده آمریکا است که در شهرستان بری، میشیگان واقع شده‌است.
 ناحیه کاستلتون ۹۲٫۶ کیلومتر مربع مساحت و ۳٬۴۷۱ نفر جمعیت دارد و ۲۶۸ متر بالاتر از سطح دریا واقع شده‌است.